# Sweet
Gli Sweet sono uno storico gruppo rock formato a Londra, Regno Unito nel 1968. Furono tra i più grandi esponenti del movimento glam rock e hard rock negli anni settanta. Furono tra i pochi gruppi glam rock degli anni settanta che sperimentarono il suono heavy metal in questo decennio, e influenzarono in particolar modo la sottocorrente glam/pop metal, genere nato nei successivi anni ottanta.

## Storia

### Le origini
Le origini degli Sweet vanno fatte risalire alla metà degli anni sessanta, quando in Inghilterra erano attivi gli Wainwright's Gentlemen, un gruppo soul dove troviamo il futuro batterista degli Sweet, Mick Tucker. Fu proprio negli Wainwright's Gentlemen che avvenne il primo contatto fra Tucker e Brian Connolly, che degli Sweet diventerà il frontman, visto che quest'ultimo sostituì dietro il microfono Ian Gillan, che poi diventerà noto con i Deep Purple.
I due rimasero negli Wainwright's Gentlemen fino al 1968, quando decisero di avviare un nuovo progetto musicale, chiamando il bassista Steve Priest. L'organico fu completato dal chitarrista Frank Torpey. Il nome scelto per questa nuova avventura musicale fu "Sweetshop", cambiato subito in Sweet (1968), e quasi immediatamente il gruppo firmò un contratto con la Fontana Records, pubblicando un singolo oggi rarissimo, Slow motion, che fallì clamorosamente a livello commerciale.
Le conseguenze furono immediate: la Fontana rescisse immediatamente il contratto e Torpey, nel 1969, se ne andò sbattendo la porta.

### La nascita
Con il nuovo chitarrista Mick Stewart, arrivato nel 1969, gli Sweet firmarono un nuovo contratto discografico con la EMI Records e pubblicarono in poco tempo tre singoli, che anche in questo caso si rivelarono un autentico flop, provocando la dipartita di Stewart (1970); il suo posto verrà preso da quello che diventerà il chitarrista storico del gruppo, Andy Scott, sempre nel 1970.
Una volta assestata la formazione, al gruppo fu affiancata una coppia di compositori allora sconosciuta (Nicky Chinn e Mike Chapman), mentre Phil Wainman diventò il loro produttore esecutivo.
Già da allora le canzoni degli Sweet cominciarono a essere in bilico tra brani di facile ascolto (tipici del resto della bubblegum music), per la quasi totalità composti dal duo Chinn/Chapman, e altri molto più heavy, realizzati dagli stessi Sweet. Se si aggiunge una grande cura per le armonie vocali, ecco trovata la chiave per aprire la porta del grande successo internazionale, che puntualmente arriva con "Funny Funny".

### Il successo
Una serie di singoli successivi ("Co-Co" su tutti) di grande successo, non furono tuttavia da traino per il primo album ufficiale della band Funny How Sweet Co-Co Can Be, pubblicato alla fine del 1971.
Nel frattempo i rapporti tra il gruppo e la coppia Chinn/Chapman divennero sempre più tesi, e gli stessi fan non sapevano se effettivamente il gruppo intendesse essere a livello prioritario quello delle canzonette inserite nei lati A dei singoli (composte da Chinn e Chapman), o una vera e propria band hard rock, come dimostravano tutti i lati B dei relativi singoli (e i brani erano composti dal gruppo). Inoltre dal vivo, i singoli di successo venivano raramente suonati. Tale situazione però durerà ancora per qualche anno. Chinn e Chapman compresero che bisognava indurire il sound del gruppo; fatto sta che i singoli successivi, tutti enormi successi, proponevano un sound decisamente più elettrico oltre a un atteggiamento da parte del gruppo molto più "scioccante" rispetto agli esordi. Abbigliati in maniera esageratamente colorata con presenti parecchie ambiguità di carattere sessuale tipicamente glam rock, gli Sweet pubblicarono uno dietro l'altro singoli come "Little Willy", "Wig wam bam", "Blockbuster", "Hellraiser", "The Ballroom Blitz", che sbancarono le classifiche inglesi e di tutta Europa.
Il 1974 segnò l'inizio ufficiale della crisi tra gli Sweet e il duo Chinn/Chapman: il gruppo scartò un brano "Dyna-mite" proposto dal "Dynamic Duo C&C" che poi lo diedero ai Mud che ne fecero un successo battendo proprio il singolo dato agli Sweet con "Teenage Rampage" che continuò la serie di numero 2 nelle classifiche UK.
Il gruppo, stanco dell'onnipresenza manageriale dei due e indispettito dal fatto che Chapman & Chinn scrivessero brani di successo per altri artisti "in concorrenza di classifica" come i citati Mud, Suzi Quatro e altri, si chiuse in studio col producer Phil Wainman e pubblicò per la RCA Records Sweet Fanny Adams, titolo alquanto duro, in quanto ricorda un efferato omicidio compiuto da tale Frederick Baker ai danni di una bambina di 8 anni (Fanny Adams), titolo entrato anche nel linguaggio comune Inglese avendo come significato "nothing at all" o ancora più esplicitamente "fuck all". Il disco, nonostante presenti due composizioni di Chinn e Chapman, è sicuramente Sweet al 100 %, con capolavori metallici come la title track o "Set me free" o la più oscura "Into the night".
Il successo ottenuto, l'album infatti entrò nella top 40 inglese, convinse il gruppo che la strada era quella giusta, tanto da pubblicare, con la produzione di Chapman & Chinn, nello stesso anno Desolation Boulevard.
L'album sicuramente è più maturo rispetto al precedente, le sonorità sono molto da "live in studio" allo scopo di volersi esprimere in un linguaggio musicale più rock e meno commerciale. Il risultato, seppur buono, fu inferiore alle aspettative.
Il primo singolo tratto dall'album, "The Sixteens" rimane un classicissimo e, a detta dei membri della band, è sicuramente il brano migliore mai scritto da Chapman & Chinn. Il singolo successivo, "Turn It Down", ancora scritto da Chapman & Chinn, venne censurato e non trasmesso dalla BBC per il testo "For God's sake turn it down". Nonostante il successo nel resto d'Europa, il singolo in UK arrivò solo al 41º posto nella classifica, interrompendo una serie che fino ad allora sembrava interminabile di singoli permanentemente arrivati nella top ten. Da sottolineare nell'album la presenza di un brano classicissimo del gruppo "Fox on the run", che come vedremo diverrà di importanza notevolissima per il gruppo.
Intanto la band firma un contratto per la distribuzione negli USA e Asia con la Capitol Records e inizia la scalata al mercato americano con la pubblicazione di "Desolation Boulevard" che raccoglie il meglio dei brani delle versioni europee di "Sweet Fanny Adams" e "Desolation Boulevard" con una facciata per i brani scritti dal gruppo e l'altra da Chapman & Chinn. Il brano d'apertura è "The Ballroom Blitz" che diventa un classico oltreoceano ed entra in classifica americana due anni dopo la sua prima pubblicazione in Europa. L'album è un grande successo e arriva nella top 20 americana.
Con la doppia distribuzione RCA - Capitol gli album del gruppo avevano una tracklist diversa a seconda se pubblicata in Europa o negli Stati Uniti; noi continuiamo a riferirci alla discografia pubblicata nel Vecchio Continente.
Il 1975 fu un anno di transizione, il brano "I Wanna Be Committed", nei piani di "Batman e Robin" come il gruppo aveva ribattezzato C&C", avrebbe dovuto essere il singolo successivo a "Turn It Down". Il brano non fu recepito dal gruppo come potenziale hit e la RCA intravedeva il più che probabile secondo "ban" che la BBC avrebbe riservato al singolo per le tematiche "scomode" del testo che parla di disordini mentali.
La RCA e il gruppo avevano bisogno di un nuovo singolo per tornare sotto i riflettori delle classifiche e la lontananza di Chapman negli States per altri progetti fu ghiotta occasione per il gruppo per tentare una propria via al lato A dei singoli. Il brano scelto come nuovo singolo fu quindi una nuova versione del brano "Fox On The Run" che con un nuovo arrangiamento, arricchito dai synths, divenne un successo mondiale e il singolo più venduto degli Sweet.
La band scoprì con enorme piacere che c'era la possibilità di una strada propria senza l'oppressiva presenza di Chapman & Chinn e pubblicò il doppio semi-antologico dal titolo Strung Up. Già dalla copertina i quattro Sweet sono i manovratori delle "marionette" rappresentanti loro stessi sul palco dando significato alla loro volontà di gestire il proprio indirizzo musicale e carriera da loro stessi, senza più i lacci che li legavano a Chapman & Chinn.
Il doppio contiene una selezione di brani registrati live nel 1973 a parte l'opener "Hellraiser" le altre sono tutte composizioni della band che ripropone i rocker usciti come B-side dei loro più grandi successi e un grande assolo di Mick Tucker alla batteria in una rivisitazione di "the Man with the Golden Arm". L'altro disco, registrato in studio, contiene i migliori singoli post 1972, alcune album tracks e B-side e "I Wanna Be Committed", inoltre il recente smash hit "Fox On the Run" nella nuova fiammeggiante versione e una prima versione su album dello scoppiettante singolo scritto dal gruppo:"Action".
Per la cronaca, solo in Italia, l'album fu pubblicato come singolo contenente solo la parte in studio, la parte live fu pubblicata a fine 1976 come album singolo solo in Italia, intitolandosi semplicemente Live in England.
Ormai la frizione tra gli Sweet e la coppia Chinn/Chapman era diventata insostenibile, così il gruppo decise finalmente di fare tutto in casa propria, dalla composizione alla produzione.
Nasce così nel 1976 lo splendido Give Us a Wink, "Action" viene riproposta in una versione se possibile ancora migliorata; è un violento attacco a Chinn e Chapman, accusati senza mezzi termini di avere usato la fama del gruppo per fare soldi a palate. Il disco è splendido, durissimo per i tempi, e contiene un altro classico del gruppo "The lies in your eyes"che pubblicato come singolo non passa la 35ª posizione nelle charts UK. Come sempre il resto d'Europa, e specialmente la Germania e i Paesi Scandinavi trattano l'album meglio che nella patria UK
In generale comunque, in termini puramente commerciali, purtroppo il risultato non è dei migliori, tanto che il gruppo si trova a riflettere sul proprio futuro.

### Il declino e nuove sonorità
All'inizio del 1977 il gruppo si ripresenta con un album contraddittorio Off the Record, che se da un lato anticipa di qualche anno il pop metal dei Def Leppard (per es. in "Fever of love"), in altri brani, come "Windy city" e "Hard times" ricorre in pieno a sonorità tipiche dei maestri dell'heavy metal inglese, i Black Sabbath. Il riff di Windy City è fortemente ispirato a quello di "Woman From Tokyo" dei Deep Purple. Tuttavia il disco è molto più melodico rispetto al precedente, con una maggiore attenzione per gli arrangiamenti e per gli intrecci vocali. Particolarmente curiosa la presenza nel disco di una canzone, "Funk it up", che nulla ha a che vedere con il classico repertorio degli Sweet, trattandosi di un pezzo ballabile, adatto per le discoteche.
Anche i testi, sembrano seguire questa tendenza all'ammorbidimento generale, abbandonando quasi del tutto l'atteggiamento oltraggioso dei primi tempi, per sposare tematiche più mature, e in parte abbracciando sogni e speranze di giovani che vivono alla giornata legati a un ambiente che li deprime e dal quale vorrebbero fuggire ("Windy city").
I due singoli tratti dall'album "Lost Angels" e poi "Fever Of Love" falliscono l'entrata nelle classifiche UK e iniziano a mostrare la corda anche nei sempre più favorevoli mercati di Germania e Nord Europa in generale.
L'album, qualitativamente di livello comunque molto elevato, non trova però riscontri a livello di vendite, tanto da costringere la RCA a rescindere il contratto con il gruppo che lascia con un altro singolo fallimentare "Stairway To The Stars" e una antologia dei singoli 1973-1977 "The Golden Greats" che non dà i risultati di vendita sperati, tuttavia la band riesce a firmare per la tedesca Polydor Records un buon contratto.
Il 1978 è l'anno di Level Headed, che colpisce fin dalla copertina, molto scarna, dove il quartetto viene fotografato con un abbigliamento che più semplice non si può.
Risulta chiaro che la foto non è che il pretesto per fare comprendere ai vecchi fans, che gli Sweet di un tempo sono morti e sepolti; non solo, il primo brano della raccolta, una dolcissima ballata per pianoforte e orchestra "Dream on", risulta qualcosa di veramente nuovo a livello compositivo. Level Headed è comunque ricordato per la presenza dell'ultima hit single del gruppo, la famosissima "Love is like Oxygen", un brano dal riff essenziale ma di grande presa e con un Brian Connolly che modula la sua voce in maniera molto soft, rispetto alle prestazioni precedenti. Peccato che il singolo non corrisponda pienamente allo stesso brano inserito nell'album, di tre minuti più lungo, e risulta "troncato" nella parte centrale, quella strumentale, dove si alternano arpeggi di chitarra acustica e pianoforte, e che culminano infine in un melodico assolo di chitarra. Musicalmente gli Sweet, come detto, abbandonano l'hard rock, per dedicarsi a un suono molto pomposo, che ricorda in parte alcune composizioni della Electric Light Orchestra (gruppo in bilico tra pop e progressive molto famoso negli anni settanta), con la presenza, in parecchi brani di una intera orchestra che appesantisce il suono. Non mancano tuttavia brani di un certo spessore, come ad esempio la rockeggiante "Fountain", cantata da Andy Scott, che presenta la particolarità nella parte finale, di un lungo assolo di clavicembalo.
Brian Connolly, insoddisfatto della direzione stilistica attuata dal gruppo, e in secondo luogo affetto da gravi problemi legati all'abuso di sostanze alcoliche, decide di abbandonare il gruppo, che prosegue la sua attività come trio pubblicando tra la fine del 1978 e l'inizio del 1979 Cut Above the Rest, disco che accentua le somiglianze con gli Electric Light Orchestra e che si concentra su un sound vagamente progressivo soprattutto in alcuni brani, peraltro ben suonati, come "Mother earth" e "Discophony". Nel disco trovano spazio anche brani che molto vagamente ricordano i tempi che furono, come "Play all night", ma nel complesso questo è sicuramente il disco dove il gruppo si esprime alla grande a livello di tecnica strumentale e di arraggiamenti. Ma i fan non ne vogliono sapere; è l'inizio della fine.

### Lo scioglimento
I tre Sweet rimasti vanno avanti e compiono un imperdonabile passo falso con Waters Edge, una insipida raccolta di brani pop, che nulla hanno a che vedere con il passato del gruppo ma anche con le recenti proposte. Un disco stanco, che però è un capolavoro paragonato a Identity Crisis, che già dal titolo dice tutto. La formazione originale degli Sweet si scioglie nel 1981.
Negli anni a seguire il gruppo cercherà di riunirsi, arruolando svariati musicisti, e nel 1989 la formazione originale si ritrova unita per registrare di nuovo alcuni successi del periodo d'oro, ma la prestazione vocale di Brian Connolly non soddisfa gli altri tre, tanto che il progetto viene nuovamente accantonato.
Nel frattempo, Andy Scott rimette su una formazione degli Sweet, con il solo Mick Tucker tra i membri originali e pubblica un bell'album dal vivo Live at the Marquee, con un repertorio che necessariamente, tranne "Love is like Oxygen", prende a piene mani dal primo periodo della band.
Ormai dimenticato dai metal fan degli anni novanta, Brian Connolly muore il 9 febbraio del 1997 a causa di ripetuti infarti, conseguenza del suo pessimo stato fisico, minato in maniera esagerata dall'alcool; qualche anno più tardi, il 14 febbraio 2002 ad andarsene è il batterista Mick Tucker, stroncato dalla leucemia.
Dei due Sweet superstiti il più attivo resta sicuramente Andy Scott, che rimette assieme una formazione degli Sweet, gli "Andy Scott's Sweet".
Il gruppo è stato in tour fino all'estate 2008. Il gruppo è tuttora in tour (2018) nelle due versioni:quella europea di Andy Scott e quella nord americana di Steve Priest.

## Lineup

### Attuale (Andy Scott's Sweet)
- Andy Scott - chitarra
- Bruce Bisland - batteria
- Paul Manzi - voce, basso
- Tony O'Hora - tastiere, chitarra

### Formazione storica
- Brian Connolly - voce
- Andy Scott - chitarra, voce
- Steve Priest - basso, voce
- Mick Tucker - batteria, voce

### Formazione 1985-1988
- Paul Day - voce
- Andy Scott - chitarra, voce
- Mick Tucker - batteria
- Malcolm McNulty - basso
- Phil Lanzon - tastiere

### Ex membri
- Frank Torpey - chitarra (1968-1969)
- Mick Stewart - chitarra (1969-1970)
- Steve Grant - tastiere, chitarra
- Peter Lincoln - basso, voce
- Jeff Brown - basso, voce
- Mick Tucker - batteria
- Malcolm McNulty - voce
- Phil Lanzon - tastiere
- Paul Day - voce
- Steve Priest - basso
- Brian Connolly - voce
- Steve Mann - chitarra,tastiere,voce
- Bodo Schopf - batteria

## Discografia

### Album in studio
- 1971 - Funny How Sweet Co-Co Can Be
- 1974 - Sweet Fanny Adams
- 1974 - Desolation Boulevard
- 1976 - Give Us a Wink
- 1977 - Off the Record
- 1978 - Level Headed
- 1979 - Cut Above the Rest
- 1980 - Waters Edge
- 1982 - Identity Crisis

### Live
- 1976 - Live in Denmark 1976
- 2000 - Live at the Rainbow 1973

### Raccolte
- 1970 - Gimme Dat Ding (sei degli Sweet più sei dei Pipkins)
- 1972 - The Sweet's Biggest Hits
- 1973 - The Sweet
- 1975 - Strung Up
- 1977 - The Golden Greats
- 1978 - The Sweet
- 1989 - The Collection
- 1991 - First Recordings 1968-1971
- 1995 - Platinum Rare
- 1995 - The Private Collection
- 1998 - The Ballroom Blitz & more Sweet hits
- 2005 - The Very Best of Sweet
- 2006 - Hellraiser
- 2009 - Action: the Sweet anthology

## Cover
- Batmobile: "The Ballroom Blitz"
- The Damned: "The Ballroom Blitz"
- Peacocks: "The Ballroom Blitz"
- Def Leppard: "Action" and "Hell raiser"
- Raven: "Action" and "Hell raiser"
- Saxon: "Set Me Free"
- Stryper: "Set Me Free"
- Black 'N Blue: "Action"
- Nelson: "Action"
- Krokus: "The Ballroom Blitz"
- Pat Benatar: "No you don't"
- Kevin DuBrow (Quiet Riot): "Burn on the flame"
- Vince Neil (Mötley Crüe): "Set Me Free"
- Rikki Rockett (Poison): "Action"
- Atomic Playboys: "Action"
- Lita Ford: "Hell raiser"
- Headhunter: "Action"
- Sweet Savage: "Fox On The Run"
- Joan Jett: "AC-DC"
- Vince Neil (Mötley Crüe): "AC-DC"
- Hunters (Scorpions): "Fox On The Run" and "Action"
- Motörhead: "The Ballroom Blitz"
- Nuclear Assault: "The Ballroom Blitz"
- The Ark: "The Ballroom Blitz"
- Tia Carrere: "The Ballroom Blitz"
- Vanilla Ninja: "The Ballroom Blitz"
- Wig Wam: "The Ballroom Blitz"
- Wolfgang Petry: "Co-Co"
- Ace Frehley (KISS): "Fox on the run"
- Girlschool: "Fox on the run"
- The Lolas: "Fox on the run"
- Red Hot Chili Peppers: "Fox on the run"
- Sha-boom: "Fox on the run"
- Touch of joy: "Fox on the run"
- Florapop: "Funny Funny"
- The Sirens: "Hell raiser"
- Doug Powell: "Love Is Like Oxygen"
- Freebass (Roger Taylor of Duran Duran): "Love is like oxygen"
- Nigel John Taylor (Duran Duran): "The Ballroom Blitz"
- M-Kids: "Poppa Joe"
- Yummie: "Poppa Joe"
- Fireking: "Rebel rouser"
- Heathen: "Set me free"
- Lena Philipsson: "Set me free"
- Baltimoore: "Solid Gold Brass"
- Vice Squad: "Teenage Rampage"
- Teen Machine: "Wig-Wam Bam"
- The Donnas: "Wig-Wam Bam"
- The Rezillos: "The Ballroom Blitz"
- Les Wampas: "The Ballroom Blitz"
- Moderatto: "Reventon (The Ballroom Blitz)"
- A.K.A: "The Ballroom Blitz"